# Paul Dini
Paul McClaran Dini (Nueva York, 7 de agosto de 1957) es un guionista de cómics, series televisivas y series animadas estadounidense. Ha trabajado como guionista, editor y productor de series de televisión y animadas. Sus trabajos más reconocidos son Tiny Toon Adventures, Batman: la serie animada y Batman del futuro.

## Carrera
Algunos de los hitos más importantes en la carrera de Dini son el haber sido contratado en 1984 por George Lucas para trabajar en series animadas como Ewoks y Droids.
En 1989 trabajó en el área de animación de la productora estadounidense Warner Bros. Allí realizó algunos de sus trabajos más importantes con personajes como los Tiny Toons y Batman.
Dini creó a los personajes Renée Montoya y Harley Quinn para Batman: la serie animada.
Ha escrito cómics como Batman: Amor loco, Batman: Guerra contra el Crimen y  guiones para Detective Comics y Gotham Sirens. También escribió la historia introductoria para el videojuego Batman: Arkham Asylum y ha sido guionista invitado en Simpsons Comics.